# Josep Raich i Garriga
Josep Raich i Garriga (Molins de Rei, 28 d'agost de 1913 - Barcelona, 25 de juliol de 1988) era un futbolista molinenc que jugà de centrecampista. Va ser internacional amb la selecció catalana i amb la selecció espanyola.

## Trajectòria
Es va iniciar en el futbol en l'equip de la Joventut Catòlica de Molins de Rei. L'any 1933 va passar al Futbol Club Barcelona.
L'any 1936, aprofitant una gira del club blaugrana per Amèrica molts jugadors de la plantilla van marxar cap a Mèxic i França. En Josep Raich va marxar cap a França, on va jugar al FC Sète i al Troyes AC del 1937 al 1940. El 1940 va tornar al FC Barcelona després de complir un any de sanció que l'imposà la federació espanyola.
Va jugar amb el Barça fins a la seva retirada el 1945. En aquest temps va participar en la consecució d'una Lliga i una Copa d'Espanya. En el primer partit de la temporada 45-46 el club li va rendir homenatge. Va jugar 244 partits i marcà 50 gols en 11 temporades amb el Barça.
Fou un cop internacional amb la selecció espanyola, el 28 de desembre del 1941, contra Suïssa.
El camp de futbol i la penya blaugrana de Molins de Rei porten el seu nom.

## Palmarès
- Campionat de Catalunya de futbol (3): 1934-35, 1935-36, 1937-38
- Lliga espanyola de futbol (1): 1944-45
- Copa espanyola de futbol (1): 1941-42